# 北郷村 (宮城県)
北郷村（きたごうむら）は、昭和29年（1954年）まで宮城県伊具郡の阿武隈川西岸にあった村。現在の角田市江尻・岡・君萱・神次郎・花島にあたる。

## 沿革
- 明治22年（1889年）4月1日 - 町村制施行にともない、江尻村・岡村・君萱村・神次郎村・花島村の計5か村が合併して北郷村が発足。
- 昭和29年（1954年）10月1日 - 角田町・桜村・西根村・東根村・藤尾村・枝野村と合併し、新制の角田町となる。

## 行政
| 代      | 氏名       | 就任                      | 退任                       | 備考 |
| ------- | ---------- | ------------------------- | -------------------------- | ---- |
| 1       | 本田清太郎 | 明治22年（1889年）5月1日  | 明治26年（1893年）4月      |      |
| 2 - 3   | 武藤謙平   | 明治26年（1893年）4月23日 | 明治32年（1899年）4月3日   |      |
| 4       | 佐藤彦惣   | 明治32年（1899年）6月     | 明治35年（1902年）2月      |      |
| 5 - 6   | 本田清太郎 | 明治35年（1902年）5月18日 | 明治39年（1906年）9月      | 再任 |
| 7 - 8   | 船迫嘉四郎 | 明治40年（1907年）7月20日 | 大正4年（1915年）8月1日    |      |
| 9       | 佐藤文三   | 大正5年（1916年）4月20日  | 大正9年（1920年）5月3日    |      |
| 10 - 11 | 猪狩勘十郎 | 大正9年（1920年）7月12日  | 昭和7年（1932年）7月18日   |      |
| 12      | 渡辺松吉   | 昭和7年（1932年）7月25日  | 昭和11年（1936年）7月24日  |      |
| 13 - 14 | 我妻金平   | 昭和11年（1936年）8月17日 | 昭和19年（1944年）8月16日  |      |
| 15      | 日下庸睦   | 昭和19年（1944年）8月17日 | 昭和21年（1946年）11月20日 |      |
| 16      | 鈴木勇輝   | 昭和22年（1947年）4月10日 | 昭和26年（1951年）4月4日   |      |
| 17      | 渡辺俊助   | 昭和26年（1951年）4月25日 | 昭和29年（1954年）9月30日  |      |

## 教育
- 北郷村立北郷小学校
- 北郷村立北郷中学校